# Élections municipales de 1983 dans le Val-de-Marne
Les élections municipales dans le Val-de-Marne ont lieu les 6 et 13 mars 1983. 
Jusqu'alors élus au scrutin majoritaire plurinominal et au suffrage universel direct, les conseils municipaux des communes de plus de 3 500 habitants voient l'introduction de la prime majoritaire après la modification des articles L260 à L262 du Code électoral le 20 novembre 1982.

## Maires sortants et maires élus
Si ce scrutin est marqué par une assez grande stabilité, la gauche est défaite à Joinville-le-Pont et au Plessis-Trévise, la première étant remportée par le RPR Pierre Aubry et la seconde par le CDS Jean-Jacques Jégou. Les communistes perdront par la suite La Queue-en-Brie, après un arrêt du Conseil d'État inversant les résultats du scrutin, puis Villeneuve-Saint-Georges (novembre 1983) et Limeil-Brévannes (mars 1984) à la suite d'élections partielles. À Ablon-sur-Seine, Mandres-les-Roses, Rungis, Saint-Mandé et Thiais, les maires sortants ne se représentent pas et ces cinq communes restent à droite. Enfin, au Kremlin-Bicêtre, Antoine Lacroix (UDF-PSD) est réélu mais décède un mois plus tard : Claudine Décimo (RPR), ancienne adjointe au maire, lui succède.
| Commune                  | Population | Maire sortant       | Parti | Parti   | Maire élu             | Parti | Parti   |
| ------------------------ | ---------- | ------------------- | ----- | ------- | --------------------- | ----- | ------- |
| Ablon-sur-Seine          | 5 264      | Alain Poher         |       | UDF-CDS | Jean-Pierre Hermellin |       | UDF     |
| Alfortville              | 36 231     | Joseph Franceschi   |       | PS      | Joseph Franceschi     |       | PS      |
| Arcueil                  | 20 064     | Marcel Trigon       |       | PCF     | Marcel Trigon         |       | PCF     |
| Boissy-Saint-Léger       | 12 733     | Roger Guillemard    |       | PS      | Roger Guillemard      |       | PS      |
| Bonneuil-sur-Marne       | 14 593     | Bernard Ywanne      |       | PCF     | Bernard Ywanne        |       | PCF     |
| Bry-sur-Marne            | 12 168     | Étienne Audfray     |       | UDF-CDS | Étienne Audfray       |       | UDF-CDS |
| Cachan                   | 23 930     | Jacques Carat       |       | PS      | Jacques Carat         |       | PS      |
| Champigny-sur-Marne      | 76 176     | Jean-Louis Bargero  |       | PCF     | Jean-Louis Bargero    |       | PCF     |
| Charenton-le-Pont        | 20 500     | Alain Griotteray    |       | UDF-PR  | Alain Griotteray      |       | UDF-PR  |
| Chennevières-sur-Marne   | 17 417     | Roger Lafaille      |       | DVD     | Roger Lafaille        |       | DVD     |
| Chevilly-Larue           | 16 026     | Guy Pettenati       |       | PCF     | Guy Pettenati         |       | PCF     |
| Choisy-le-Roi            | 35 476     | Louis Luc           |       | PCF     | Louis Luc             |       | PCF     |
| Créteil                  | 71 693     | Laurent Cathala     |       | PS      | Laurent Cathala       |       | PS      |
| Fontenay-sous-Bois       | 52 627     | Louis Bayeurte      |       | PCF     | Louis Bayeurte        |       | PCF     |
| Fresnes                  | 25 902     | André Villette      |       | PS      | André Villette        |       | PS      |
| Gentilly                 | 16 732     | Carmen Leroux       |       | PCF     | Carmen Leroux         |       | PCF     |
| Ivry-sur-Seine           | 55 699     | Jacques Laloë       |       | PCF     | Jacques Laloë         |       | PCF     |
| Joinville-le-Pont        | 16 934     | Guy Gibout          |       | PCF     | Pierre Aubry          |       | RPR     |
| L'Haÿ-les-Roses          | 29 568     | Pierre Tabanou      |       | PS      | Pierre Tabanou        |       | PS      |
| La Queue-en-Brie         | 9 722      | Claude Roméo        |       | PCF     | Claude Roméo          |       | PCF     |
| Le Kremlin-Bicêtre       | 17 543     | Antoine Lacroix     |       | UDF-PSD | Antoine Lacroix       |       | UDF-PSD |
| Le Perreux-sur-Marne     | 27 647     | Michel Giraud       |       | RPR     | Michel Giraud         |       | RPR     |
| Le Plessis-Trévise       | 13 565     | Georges Roussillon  |       | DVG     | Jean-Jacques Jégou    |       | UDF-CDS |
| Limeil-Brévannes         | 16 566     | Guy Berjal          |       | PCF     | Guy Berjal            |       | PCF     |
| Maisons-Alfort           | 51 065     | René Nectoux        |       | UDF-PR  | René Nectoux          |       | UDF-PR  |
| Mandres-les-Roses        | 2 386      | Marcel Boureau      |       | DVD     | Alain Traonouez       |       | RPR     |
| Marolles-en-Brie         | 1 501      | Paul Redon          |       | UDF     | Paul Redon            |       | UDF     |
| Nogent-sur-Marne         | 24 630     | Roland Nungesser    |       | RPR     | Roland Nungesser      |       | RPR     |
| Noiseau                  | 2 667      | René Dessert        |       | PS      | René Dessert          |       | PS      |
| Orly                     | 23 766     | Gaston Viens        |       | PCF     | Gaston Viens          |       | PCF     |
| Ormesson-sur-Marne       | 8 674      | Olivier d'Ormesson  |       | CNIP    | Olivier d'Ormesson    |       | CNIP    |
| Périgny-sur-Yerres       | 1 673      | Michel Lucas        |       | UDF     | Michel Lucas          |       | UDF     |
| Rungis                   | 2 649      | Alain Balland       |       | UDF     | Maurice Charve        |       | UDF     |
| Saint-Mandé              | 18 673     | Jean Bertaud        |       | RPR     | Robert-André Vivien   |       | RPR     |
| Saint-Maur-des-Fossés    | 80 811     | Jean-Louis Beaumont |       | DVD     | Jean-Louis Beaumont   |       | DVD     |
| Saint-Maurice            | 9 420      | Louis Manchon       |       | UDF-PR  | Louis Manchon         |       | UDF-PR  |
| Santeny                  | 2 621      | Jean Marche         |       | SE      | Jean Marche           |       | SE      |
| Sucy-en-Brie             | 23 379     | Jean-Marie Poirier  |       | UDF-CDS | Jean-Marie Poirier    |       | UDF-CDS |
| Thiais                   | 26 637     | Jean Gaudaire       |       | DVD     | Richard Dell'Agnola   |       | RPR     |
| Valenton                 | 10 621     | Julien Duranton     |       | PCF     | Julien Duranton       |       | PCF     |
| Villecresnes             | 6 472      | Pierre Gravelle     |       | UDF-PR  | Pierre Gravelle       |       | UDF-PR  |
| Villejuif                | 52 448     | Pierre-Yves Cosnier |       | PCF     | Pierre-Yves Cosnier   |       | PCF     |
| Villeneuve-le-Roi        | 20 512     | Pierre Martin       |       | PCF     | Pierre Martin         |       | PCF     |
| Villeneuve-Saint-Georges | 28 119     | Roger Gaudon        |       | PCF     | Roger Gaudon          |       | PCF     |
| Villiers-sur-Marne       | 22 022     | Serge Delaporte     |       | PS      | Serge Delaporte       |       | PS      |
| Vincennes                | 42 870     | Jean Clouet         |       | UDF-PR  | Jean Clouet           |       | UDF-PR  |
| Vitry-sur-Seine          | 85 263     | Paul Mercieca       |       | PCF     | Paul Mercieca         |       | PCF     |

### Résultats en nombre de maires
| Partis       | Partis                                      | Maires sortants | Maires élus | Évolution     |
| ------------ | ------------------------------------------- | --------------- | ----------- | ------------- |
|              | Parti communiste français                   | 17              | 16          | 1             |
|              | Parti socialiste                            | 8               | 8           | en stagnation |
|              | Divers gauche                               | 1               | 0           | 1             |
| Total gauche | Total gauche                                | 26              | 24          | 2             |
|              | Union pour la démocratie française          | 12              | 13          | 1             |
| Total centre | Total centre                                | 12              | 13          | 1             |
|              | Divers droite                               | 4               | 2           | 2             |
|              | Rassemblement pour la République            | 3               | 6           | 3             |
|              | Centre national des indépendants et paysans | 1               | 1           | en stagnation |
| Total droite | Total droite                                | 8               | 9           | 1             |
|              | Sans étiquette                              | 1               | 1           | en stagnation |
| Total divers | Total divers                                | 1               | 1           | en stagnation |
| Total        | Total                                       | 47              | 47          | -             |